# Illinois Fighting Illini

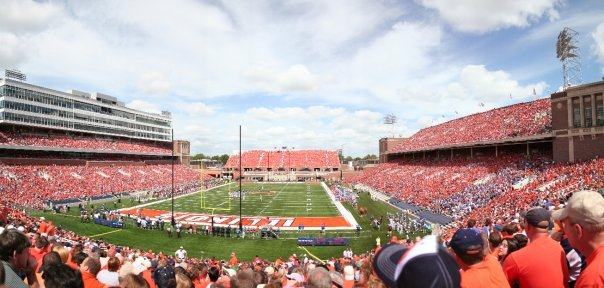
Memorial Stadium.

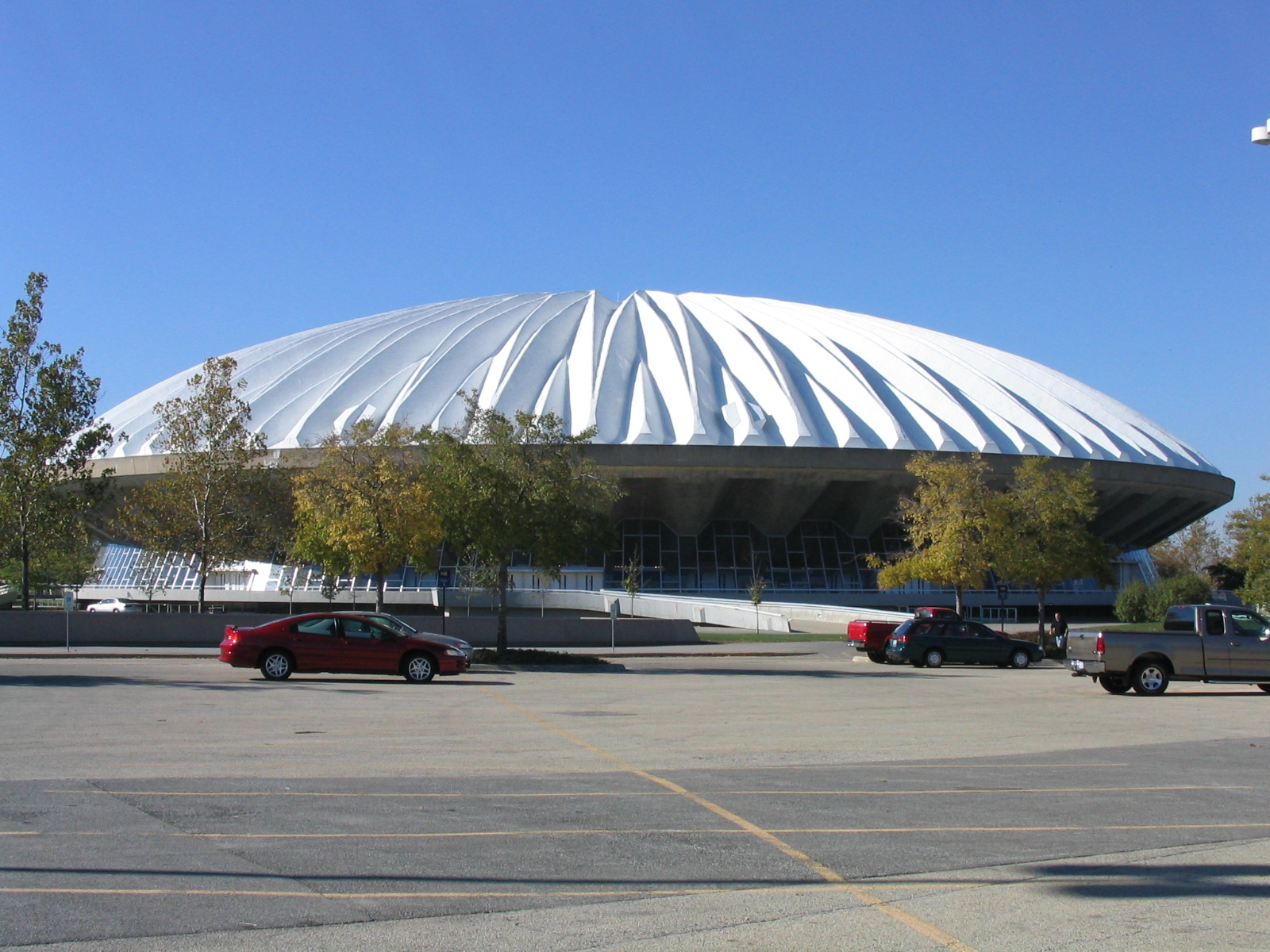
State Farm Center.

Illinois Fighting Illini (español: Illini luchadores de Illinois) es el equipo deportivo de la Universidad de Illinois en Urbana-Champaign. Los equipos de los Fighting Illini participan en las competiciones universitarias organizadas por la NCAA, y forman parte de la Big Ten Conference. 
El equipo más famoso es el de fútbol americano, que ha ganado cinco títulos nacionales (1914, 1919, 1923, 1927 y 1951) y tres Rose Bowl. Mientras tanto, el equipo de baloncesto masculino ha participado en cinco Final Four (1949, 1951, 1952, 1989 y 2005). La sección de gimnasia masculina cuenta con 10 títulos. 
Los atletas más famosos que han salido de esta universidad son Nick Anderson, Deron Williams, Eddie Johnson y Jeff George.

## Campeonatos

### Béisbol
- Campeonatos de la Big Ten: 1900, 1903, 1904, 1906, 1907, 1908, 1910, 1911, 1914, 1915, 1916, 1921, 1922, 1927, 1931, 1934, 1937, 1940, 1947, 1948, 1952, 1953, 1962, 1963, 1989, 1990, 1998, 2005

### Baloncesto: masculino
- Campeones Nacionales: 1915
- NCAA Final Four: 1949, 1951, 1952, 1989, 2005
- Campeonatos de la Big Ten: 1915, 1917, 1924, 1935, 1937, 1942, 1943, 1949, 1951, 1952, 1963, 1984, 1998, 2001, 2002, 2004, 2005
- Campeones del Torneo de la Big Ten: 2003, 2005, 2021

### Baloncesto: femenino
- Campeonatos de la Big Ten: 1997

### Campo a través: Masculino
- Campeonatos de la Big Ten: 1921, 1947, 1984

### Fencing: Men
- Campeones Nacionales: 1956, 1958

### Fútbol americano
- Campeones nacionales: 1914, 1919, 1923, 1927
- Campeonatos de la Big Ten: 1910, 1914, 1915, 1918, 1919, 1923, 1927, 1928, 1946, 1951, 1953, 1963, 1983, 1990, 2001
- Victorias en Bowl game: 1946 Rose Bowl, 1951 Rose Bowl, 1963 Rose Bowl, 1989 Florida Citrus Bowl, 1994 Liberty Bowl, 1999 MicronPC.com Bowl

### Golf: Masculino
- Campeonatos de la Big Ten: 1923, 1927, 1930, 1931, 1940, 1941, 1988

### Gimnasia: Masculino
- Campeones de la NCAA: 1939, 1940, 1941, 1942, 1950, 1955, 1956, 1958, 1989
- Campeonatos de la Big Ten: 1911, 1912, 1929, 1935, 1939, 1941, 1942, 1950, 1951, 1952, 1953, 1954, 1955, 1956, 1957, 1958, 1959, 1960, 1981, 1983, 1988, 1989, 2004

### Gimnasia: Femenino
- Campeonatos de la Big Ten: 1990

### Nataciónysaltos: Masculino
- Campeonatos de la Big Ten: 1911, 1912, 1913

### Tenis: Masculino
- Campeones de la NCAA: 2003
- Finalistas de la NCAA: 2007
- Campeonatos de la Big Ten: 1914, 1917, 1922, 1924, 1926, 1927, 1928, 1932, 1946, 1997, 1998, 1999, 2000, 2001, 2002, 2003, 2004, 2005
- Campeones del Torneo de la Big Ten: 1999, 2000, 2002, 2003, 2004, 2005

### Atletismo: Masculino
PISTA CUBIERTA
- Campeones de la NCAA: 1921, 1926, 1943, 1945, 1946
- Big Ten Champions: 1912, 1913, 1914, 1916, 1920, 1921, 1924, 1928, 1946, 1947, 1951, 1952, 1953, 1954, 1958, 1977, 1981, 1987, 1988, 1989

AIRE LIBRE
- Campeonatos de la Big Ten: 1907, 1909, 1913, 1914, 1920, 1921, 1922, 1924, 1927, 1928, 1929, 1934, 1945, 1946, 1947, 1951, 1952, 1953, 1954, 1958, 1959, 1960, 1975, 1977, 1987, 1988, 1989, 1994

### Atletismo: Femeninoo
INDOOR
- Big Ten Champions: 1989, 1992, 1993, 1995, 1996

AIRE LIBRE
- Big Ten Champions: 1988, 1989, 1992, 1995, 2005, 2007

### Voleibol
- Final Four de la NCAA: 1987, 1988
- Campeonatos de la Big Ten: 1986, 1987, 1988, 1992

### Lucha libre
- Campeonatos de la Big Ten: 1913, 1917, 1920, 1922, 1924, 1925, 1926, 1927, 1928, 1930, 1932, 1935, 1937, 1946, 1947, 1952, 2005